# Bendaoud
Bendaoud (în arabă بن داود) este o comună din provincia Relizane, Algeria.
Populația comunei este de 17.953 de locuitori (2008).